# 유진 로버트 글레이저
유진 로버트 글레이저(Eugene Robert Glazer, 1942년 12월 16일 ~ )는 미국의 배우이다.
브루클린에서 태어났다.

## 출연 작품
- 뉴 블러드 (1999년)
- 할리퀸 - 사랑의 에반젤린 (1998년)
- 이별 파티 (1996년)
- 스카이 러너 (1996년)
- 더 서브스티튜트 (1993년)
- 트랙커 (1993년)
- 윈저의 여인 (1992년)
- 더 파이브 하트비트 (1991년)
- 생사 게임 (1991년)
- 돌맨 (1991년)
- 정열의 스텝 (1991년)
- 인트루더 (1988년)
- 노 웨이 아웃 (1987년)
- 시티 걸 (1984년)
- 더 크로너스 호러 (1979년)

### 텔레비전
- 니키타 (1997-2001)